# ده زمان‌خان
ده زمان‌خان، روستایی از توابع بخش مرکزی شهرستان زهک در استان سیستان و بلوچستان ایران دارا است.

## جمعیت
این روستا در دهستان زهک قرار دارد و براساس سرشماری مرکز آمار ایران در سال ۱۳۸۵، جمعیت آن ۸۹ نفر (۲۰خانوار) بوده‌است.